# Pantydia metaspila
Pantydia metaspila là một loài bướm đêm trong họ Erebidae.